# Olene dudgeoni
Olene dudgeoni is een donsvlinder uit de familie van de spinneruilen (Erebidae). De wetenschappelijke naam van de soort is voor het eerst geldig gepubliceerd in 1907 door Swinhoe.

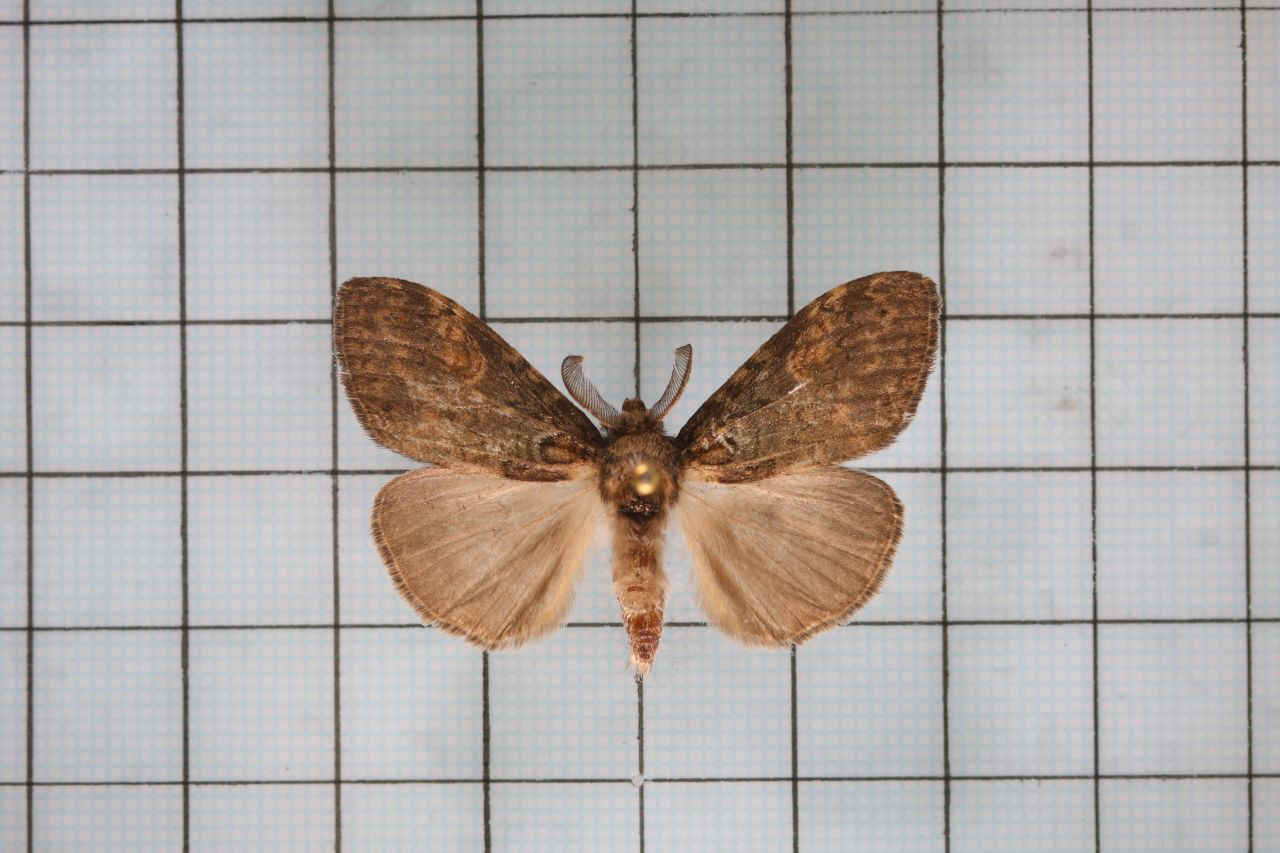
Een mannetje (foto in infobox een vrouwtje).